# Steg-Hohtenn
Steg-Hohtenn je obec ve švýcarském kantonu Valais, okrese Westlich Raron. Žije zde přibližně 1 600 obyvatel.

## Geografie
Steg-Hohtenn se nachází v německy mluvící části kantonu Valais a skládá se z obcí Steg (přibližně 1500 obyvatel) a Hohtenn (přibližně 200 obyvatel). Obec je typickou rezidenční oblastí bez většího turistického ruchu a důležitým místem pro průmysl a obchod v Horním Valais.
Obec Steg leží na jižním konci údolí Lötschental. Na západě je Steg ohraničen řekou Lonza, která zároveň tvoří hranici okresu, a sousedí s obcí Gampel. Obec Hohtenn leží na terase na východním konci údolí Lötschental, asi 200 metrů nad údolím Rhôny, nad obcí Steg. Steg-Hohtenn sousedí na východě a jihu s obcí Niedergesteln a na severu s obcí Ferden v údolí Lötschental.

## Historie
Steg-Hohtenn vznikl 1. ledna 2009 sloučením dvou obcí Steg a Hohtenn. Ke sloučení došlo na základě usnesení voličů obou obcí ze dne 16. prosince 2007.

## Doprava
V obci se nachází železniční stanice (Gampel-Steg) na Simplonské dráze a zastávka (Hohtenn) na horském úseku Lötschberské dráhy. Železniční stanice Hohtenn je výchozím bodem známé turistické stezky BLS Südrampe do Ausserbergu, Eggerbergu a Brigu. Autobusové linky spojují obec také s Vispem, Leukem a údolím Lötschental. Obec má také dva nájezdy na dálnici A9.